# Ceratina flavipes
Ceratina flavipes är en biart som beskrevs av Smith 1879. Ceratina flavipes ingår i släktet märgbin, och familjen långtungebin. Inga underarter finns listade i Catalogue of Life.